# Fünfkampf-Länderkampf der Frauen 1970 Niederlande – BR Deutschland – Frankreich
| 9. Leichtathletik-Länderkampf mit bundesdeutscher Beteiligung 1970 | 9. Leichtathletik-Länderkampf mit bundesdeutscher Beteiligung 1970 |
| ------------------------------------------------------------------ | ------------------------------------------------------------------ |
|                                                                    |                                                                    |
| Fünfkampf der Frauen: Niederlande – BR Deutschland – Frankreich    |                                                                    |
| Austragungsort                                                     | Uden                                                               |
| Wettbewerbe                                                        | 1                                                                  |
| Datum                                                              | 19./20. September                                                  |
| 1. NLD 2. FRG 3. FRA                                               | 18.909 Punkte 18.491 Punkte 17.321 Punkte                          |
| Chronik                                                            |                                                                    |
| ← FRA-FRG LK (M)                                                   | FRA-FRG-SUI 10kampf (M) →                                          |

Der neunte Vergleich des Länderkampfjahres 1970 bestand in einem weiteren Fünfkampf-Länderkampf. In der Gemeinde Uden fand ein Vergleich der Teams aus den Niederlanden, der Bundesrepublik Deutschland und Frankreich statt. Auf die niederländischen Mehrkämpferinnen waren die bundesdeutschen Athletinnen vorher zwei Mal getroffen, die Bilanz lautete eins zu eins. Einen Dreiländerkampf, in dem Frankreich sich zu den beiden Teams dazugesellte, hatte es zuvor noch nicht gegeben.

## Wettbewerbe und Modus
Jede Nation konnte fünf Fünfkämpferinnen stellen, von denen die vier Besten über die Addition ihrer Punkte aus dem Wettkampf gewertet wurden. Frankreich trat nur mit vier Teilnehmerinnen an, die alle gewertet wurden.

## Ergebnis
In der Einzelwertung gab es einen niederländischen Erfolg und auch in der Teamwertung platzierten sich die Niederländerinnen hinter der Siegerin mit den Rängen drei, vier und sieben so gut, dass sie die Länderkampfwertung mit 18.909 Punkten für sich entschieden. Die gewerteten bundesdeutschen Teilnehmerinnen belegten die Plätze zwei, fünf, sechs und neun, was ihnen mit 18.491 Punkten Rang zwei in der Gesamtabrechnung brachte. Frankreich folgte mit 17.321 Punkten auf dem dritten Platz.

## Legende
Kurze Übersicht zur Bedeutung der Symbolik – so üblicherweise auch in sonstigen Veröffentlichungen verwendet:
| LK | Länderkampf |

## Resultat Fünfkampf
| Platz | Name               | Nation | Punkte | 100 m Hürden | Kugel- stoßen | Hoch- sprung | Weit- sprung | 200 m  |
| ----- | ------------------ | ------ | ------ | ------------ | ------------- | ------------ | ------------ | ------ |
| 01    | Mieke Sterk        | NLD    | 4806   | 13,7 s       | 11,84 m       | 1,78 m       | 5,82 m       | 24,2 s |
| 02    | Karen Mack         | FRG    | 4804   | 14,9 s       | 11,13 m       | 1,78 m       | 5,82 m       | 24,7 s |
| 03    | Corrie Bakker      | NLD    | 4798   | 14,5 s       | 11,13 m       | 1,62 m       | 6,33 m       | 24,3 s |
| 04    | Miep van Beek      | NLD    | 4751   | 14,0 s       | 12,06 m       | 1,65 m       | 5,73 m       | 25,1 s |
| 05    | Birgit Martin      | FRG    | 4629   | 14,5 s       | 12,21 m       | 1,62 m       | 5,92 m       | 26,0 s |
| 06    | Erika Weinstein    | FRG    | 4573   | 14,5 s       | 10,72 m       | 1,62 m       | 5,75 m       | 25,0 s |
| 07    | M. Valkenberg      | NLD    | 4554   | 15,5 s       | 12,55 m       | 1,65 m       | 5,55 m       | 25,1 s |
| 08    | Monique Bantegny   | FRA    | 4524   | 15,0 s       | 12,38 m       | 1,62 m       | 5,70 m       | 26,0 s |
| 09    | Ursula Leuschner   | FRG    | 4485   | 14,9 s       | 09,82 m       | 1,65 m       | 5,66 m       | 24,8 s |
| 10    | Florence Picaut    | FRA    | 4430   | 14,7 s       | 11,81 m       | 1,62 m       | 5,44 m       | 26,4 s |
| 11    | Mary van der Raadt | NLD    | 4401   | 15,1 s       | 11,07 m       | 1,62 m       | 5,61 m       | 26,0 s |
| 12    | Christine Debourse | FRA    | 4358   | 15,3 s       | 11,49 m       | 1,62 m       | 5,47 m       | 26,2 s |
| 13    | Elke Hindemit      | FRG    | 4334   | 15,2 s       | 10,17 m       | 1,56 m       | 5,73 m       | 25,5 s |
| 14    | Nadine Boiteux     | FRA    | 4009   | 14,9 s       | 09,12 m       | 1,56 m       | 5,04 m       | 26,9 s |